# Kiribatische Sprache
Kiribatisch (auf Kiribatisch: kiribati ['kiɾibæs]), häufig auch Gilbertesisch genannt, ist eine hauptsächlich im Südseestaat Kiribati gesprochene Sprache. Sie gehört zur Familie der austronesischen Sprachen, darin zum Zweig der malayo-polynesischen Sprachen und darin wiederum zur mikronesischen Sprachengruppe. Kiribatisch ist neben Englisch Amtssprache der Republik Kiribati und wird insgesamt von gut 100.000 Menschen als Muttersprache gesprochen.

## Verbreitung
Außer in Kiribati, der Restbevölkerung auf Banaba und von den nach Rabi (Fidschi) umgesiedelten Banabaern wird die Sprache vereinzelt noch in Fidschi, Vanuatu und den Salomonen gesprochen. Größere Gruppen von ausgewanderten Kiribatiern, die die Sprache sprechen, gibt es in Neuseeland und dem US-Bundesstaat Hawaiʻi. Die Nuier der Insel Nui von Tuvalu sprechen als Mikronesier einen gilbertesischen Dialekt. Ebenso unterscheiden sich in Kiribati die verschiedenen Atolle dialektal in Aussprache und Wortbedeutung. Die Dialektgrenze liegt zwischen den nördlichen und den südlichen Gilbertinseln. Die lexikalische Ähnlichkeit mit der pohnpeianischen Sprache liegt bei 26 %.

## Lautsystem
Das kiribatische Lautsystem enthält 13 Phoneme: die Vokale /a, e, i, o, u/ sowie die Konsonanten /b, k, m, n, ŋ, r, t, w/.

## Alphabet
| A | B | E | I | K | M | N | Ng | O | R | T | U | W |
| a | b | e | i | k | m | n | ng | o | r | t | u | w |

Das Alphabet umfasst 13 (lateinische) Buchstaben: A, B, E, I, K, M, N, O, R, T, U, W und den Digraphen Ng.
In etablierten Fremdwörtern werden auch die lateinischen Buchstaben <h, s, v> verwendet. Wortbeispiele hierfür: Iesu Kristo, Iehova. In neuerer Zeit wird das <w> oftmals durch ein <v> ersetzt.

## Aussprache
Die Aussprache erfolgt nicht immer wie im Deutschen. Unterschiede gibt es bei den folgenden Buchstaben:
- A: Das „a“ wird je nach Wort und Kontext unterschiedlich ausgesprochen. Es gibt zwei Möglichkeiten:
  1. offenes A: Das „offene A“ [a] wird wie im deutschen Wort „kalt“ ausgesprochen.
    - Wenn ein „offenes A“ hinter einem „b“ oder einem „m“ steht, wird ihm in neuerer Zeit oftmals ein „w“ oder ein Apostroph vorangestellt (z. B.: „tabwakea“ / „tab’akea“ (Schildkröte), ältere Schreibweise: „tabakea“; „mwaneaba“ / „m’aneaba“, ältere Schreibweise: „maneaba“).

  2. geschlossenes A: Das „geschlossene A“ [æ] wird wie im englischen Wort „cat“ (Katze) ausgesprochen.
- B: Das „b“ wird meist wie im Deutschen ausgesprochen, ersetzt manchmal aber auch das „v“ in fremdsprachigen Wörtern.
- I: Normalerweise wird das „i“ wie im Deutschen gesprochen. Steht es jedoch nach einem „t“ als „finales i“ am Ende eines Wortes (bei zusammengesetzten Wörtern auch am Ende eines Teilwortes), wird es in manchen Fällen nicht gesprochen (wie das „e“ im Französischen, z. B. bei Pierre). Dadurch, dass „t“ vor „i“ wie „s“ ausgesprochen wird (vgl. Aussprache von „t“), ergibt sich die Aussprache von Kiribati als „Kiribäs“ und von Kiritimati als „Kirismäs“. In Fällen, in denen „i“ nach einem „t“ mit ausgesprochen wird, kann nach neuerer Schreibung das „i“ auch wiederholt vorkommen, z. B. im Namen „Tiito“ für [si:to].
- Ng: Der Digraph „ng“ [ŋ] wird wie im deutschen Wort „Hang“ ausgesprochen.
- R: Das „r“ [ɾ] wird „einfach gerollt“ wie im spanischen Wort „pero“ (aber). Im Deutschen gibt es keine Entsprechung für ein „einfach gerolltes r“.
- T: Steht das „t“ vor einem „i“, wird es wie das „s“ im deutschen Wort „Hass“ [s] ausgesprochen. Das Wort „ti“ (wir) wird also „si“ ausgesprochen. In allen anderen Fällen klingt der Buchstabe wie das „t“ im Deutschen.